# Bệnh viện Việt Nam – Thụy Điển Uông Bí
Bệnh viện Việt Nam - Thụy Điển Uông Bí là một bệnh viện ở Uông Bí, Quảng Ninh được xây dựng và đưa vào hoạt động vào năm 1981; với sự giúp đỡ, viện trợ của nhân dân và chính phủ Thuỵ Điển, bệnh viện nằm ở Vùng Đông Bắc Việt Nam.

## Giới thiệu
Với phương châm phục vụ: " Tất cả vì sự hài lòng của người bệnh".
Bệnh viện Việt Nam - Thụy Điển Uông Bí, Quảng Ninh là bệnh viện đa khoa khu vực hạng 1 trực thuộc Ủy ban nhân dân tỉnh Quảng Ninh, có chức năng nhiệm vụ, khám chữa bệnh và chăm sóc sức khoẻ cho nhân dân vùng Đông Bắc Việt Nam bao gồm các tỉnh Quảng Ninh, Bắc Ninh, Bắc Giang, Hải Dương, Hải Phòng...

## Các giai đoạn phát triển

### Giai đoạn tiếp quản và chuyển giao công nghệ (1981-1990)
Với quy mô 320 giường bệnh, dưới sự hướng dẫn trực tiếp của chuyên gia Thụy Điển, cán bộ, nhân viên bệnh viện nhanh chóng tiếp quản cơ sở hạ tầng, trang thiết bị và tiếp nhận kỹ thuật công nghệ vận hành bệnh viện và kỹ thuật công nghệ trong khám chữa bệnh, đặc biệt là các kỹ thuật tiên tiến về y học của các nước phát triển áp dụng tại bệnh viện thông qua các chuyên gia Thụy Điển làm việc tại bệnh viện. 

### Giai đoạn phát triển năng lực (từ 1991 đến 1999)
Nhân viên bệnh viện tích cực học tập, đào tạo nâng cao năng lực. Được sự giúp đỡ của chuyên gia Thụy Điển và sự hỗ trợ của Chính phủ Việt Nam, nhiều kỹ thuật mới lần đầu tiên triển khai ở Việt Nam, như: Nội soi thực quản-dạ dày- tá tràng bằng ống soi mềm, phẫu thuật nội soi cắt u xơ tuyến tiền liệt, sử dụng kỹ thuật y học thích ứng trong chẩn đoán, điều trị một số bệnh, … được nhân viên bệnh viện thực hiện. Năm 1990, Bệnh viện Việt Nam-Thụy Điển Uông Bí là nơi đầu tiên ở Việt Nam phát hiện trực khuẩn Helicobacteria Pilory trong niêm mạc dạ dày-tá tràng là nguyên nhân gây viêm loét dạ dày tá tràng làm thay đổi căn bản phương pháp điều trị. Năm 1993, Bệnh viện là nơi đầu tiên ở Việt Nam phát hiện trực khuẩn Lesmania; tổ chức cấp cứu thành công 2 vụ thảm họa bỏng xăng lớn trong khu vực với hơn 100 người bỏng nặng vào viện cùng 1 lúc, …
Năng lực và kinh nghiệm của nhân viên phát triển, mối quan hệ giữa bệnh viện với Thụy Điển chuyển sang hợp tác. Chuyên gia Thụy Điển và nhân viên bệnh viện đã hợp tác trong nghiên cứu khoa học và đào tạo. Nhiều đề tài nghiên cứu trong dự án SAREC, GECCCO đã được triển khai ở Việt. Bệnh viện là cơ sở học tập thực hành cho sinh viên y khoa các nước: Thụy Điển, Hàn Quốc, Lào, Campuchia, Pháp, …

### Giai đoạn phát triển toàn diện (từ 1999 đến nay)
Sau khi xây dựng và đưa vào sử dụng, phía Thụy Điển tiếp tục viện trợ một phần kinh phí hoạt động bệnh viện. Viện trợ của Thụy Điển chấm dứt hoàn toàn vào 30/6/1999. Với sự sáng tạo trong quản lý và sự cố gắng vượt bậc của tập thể cán bộ, nhân viên, Bệnh viện đã hoạt động có nề nếp, áp dụng nhiều kỹ thuật mới, công nghệ cao, vì vậy Bệnh viện phát triển cả về quy mô cũng như chất lượng hoạt động, đặc biệt là từ năm 2006 (khi Nghị định 43/2006/NĐ-CP có hiệu lực). Bệnh viện là đơn vị sự nghiệp có thu, trong đó nguồn thu tại chỗ của bệnh viện chiếm tỷ lệ cao và đang dần thay thế nguồn kinh phí của Chính phủ cấp cho bệnh viện hàng năm, đủ để trang trải các khoản chí phí của bệnh viện. Vì vậy, Bệnh viện phát triển không ngừng lớn mạnh.
Đến tháng 1/2021: Chính thức chuyển giao nguyên trạng tổ chức, bộ máy, nhân lực, tài sản, tài chính và các quyền, nghĩa vụ của Bệnh viện Việt Nam - Thuỵ Điển Uông Bí trực thuộc Bộ Y tế về UBND tỉnh Quảng Ninh quản lý theo quyết định số 1730/QĐ-TTg ngày 04/11/2020 của Thủ tướng Chính phủ.

## Các khoa, phòng
Bệnh viện có 24 khoa lâm sàng, 8 khoa cận lâm sàng, 2 trung tâm, 7 phòng nghiệp vụ, 1 tổ trực thuộc Giám đốc với biên chế gần 1000 nhân viên. Trong đó bác sĩ: 200 người gồm 18 Tiến sỹ và Bác sĩ chuyên khoa cấp II, 69 Thạc sỹ và Bác sĩ chuyên khoa cấp I; Dược sỹ: 28 người (Dược sỹ chuyên khoa cấp I: 02; Dược sỹ đại học: 4); Điều dưỡng, HS, KTV: 485 (Đại học: 92; Cao đẳng: 159; Trung cấp: 231); Thạc sỹ khác: 2; Đại học khác: 45; Cao đẳng khác: 6.

### Phòng chức năng
- Phòng Kế hoạch tổng hợp
- Phòng Tổ chức cán bộ
- Phòng Hành chính quản trị
- Phòng Kỹ thuật - Vật tư TBYT
- Phòng Tài chính kế toán
- Phòng Điều dưỡng
- Phòng Quản lý chất lượng

### Khoa lâm sàng
- Nội tim mạch;
- Nội tiêu hóa;
- Nội Thận - Tiết niệu - Hô hấp;
- Nội nội tiết;
- Nội Tâm thần kinh - Cơ xương khớp;
- Y học cổ truyền;
- Ngoại Thận - Tiết niệu;
- Ngoại Tiêu hóa - Tổng hợp;
- Ngoại thần kinh;
- Chấn thương - Chỉnh hình và bỏng;
- Phẫu thuật - Can thiệp tim mạch và lồng ngực;
- Sản;
- Phụ sản;
- Điều trị theo yêu cầu;
- Nhi;
- Sơ sinh;
- Truyền nhiễm;
- Hồi sức tích cực;
- Cấp cứu;
- Gây mê phẫu thuật hồi sức;
- Khám bệnh;
- Phục hồi chức năng;
- Mắt;
- Tai - Mũi - Họng;
- Răng - Hàm - Mặt.

### Khoa cận lâm sàng
- Khoa Dược
- Khoa Chống nhiễm khuẩn
- Khoa Chẩn đoán hình ảnh
- Khoa Hoá sinh
- Khoa Huyết học-Truyền máu
- Khoa Vi sinh
- Khoa Giải phẫu bệnh
- Khoa Dinh dưỡng

### Trung tâm trực thuộc
- Trung tâm Đào tạo và chỉ đạo tuyến
- Trung tâm Ung bướu

Tổ Công tác xã hội trực thuộc BGĐ

## Những thành tựu
- Hàng năm bệnh viện tiếp nhận: Khám bệnh cho 140.000 lượt người, điều trị nội trú 33.000 bệnh nhân, phẫu thuật 9.500 ca (800 ca áp dụng kỹ thuật công nghệ cao), cấp cứu 14.000 ca bệnh nặng hiểm nghèo, sử dụng 700 lít máu trong điều trị (100% từ nguồn hiến máu nhân đạo). Công xuất sử dụng giường bệnh hàng năm đạt từ 110 đến 117%. Cấp cứu thành công 2 vụ thảm hoạ bỏng xăng lớn trong khu vức (hơn 100 người bỏng nặng).
- Là bệnh viện hướng dẫn thực tập cho sinh viên các trường Đại học,Cao đẳng y khoa khu vực phía Bắc và miền trung. Đã hướng dẫn học tập cho 600 học sinh, sinh viên ykhoa và cán bộ y tế các nước: Thuỵ Điển, Hàn Quốc, Đan Mạch, Bangladesh, Lào, Campuchia.[6][7]
- Đội ngũ điều dưỡng chăm sóc với 30% có trình độ cao đẳng trở lên. Là đơn vị đầu tiên trong cả nước áp dụng phương pháp chăm sóc theo đội và chăm sóc toàn diện.[8]
- Bệnh viện có cơ sở hạ tầng đồng bộ và hiện đại với các hệ thống cung cấp nhiệt, oxy, khí nén, thông thoáng khí khép kín, đảm bảo phục vụ người bệnh như 1 khách sạn, như cung cấp nước nóng, nước uống liên tục 24/24h, hơi sưởi về mùa đông, làm mát về mùa hè,... Có hệ thống xử lý chất thải lỏng và rắn hoàn chỉnh.
- Hệ thống cận lâm sàng được trang bị các máy, thiết bị chẩn đoán hiện đại như: Máy chụp X. quang cắt lớp vi tính, Máy X. quang di động, Máy chụp X. quang vú (Mamo Graphy), Chụp X. quang kỹ thuật số, Siêu âm 3D-4D, Nội soi Video đường tiêu hoá, Máy phân tích miễn dịch tự động 64 thông số, Xét nghiệm các yêu tố chỉ điểm phát hiện ung thư sớm, Máy định danh vi khuẩn, Máy đếm tải lượng virus, Máy phân tích huyết học laser, Máy đông máu tự động, Dàn máy xét nghiệm ELIZA...[9]

## Các kỹ thuật công nghệ cao
Bệnh viện thực hiện 9.469 kỹ thuật khám bệnh, chữa bệnh, trong đó có các kỹ thuật công nghệ cao, như:
- Tim mạch: Đặt máy tạo nhịp tim vĩnh viễn; Cấy máy tạo nhịp tim; Phẫu thuật bắc cầu mạch máu; Nối mạch máu; Thuyên tắc mạch điều trị viêm tắc/dãn tĩnh mạch; Gây xơ tĩnh mạch điều trị suy/giãn tĩnh mạch mãn tính; Thăm dò điện sinh lý trong buồng tim; Siêu âm tim qua thực quản; Đặt Stent động mạch vành; Thay mạch máu nhân tạo; đang triển khai Phẫu thuật tim mở.
- Ung bướu: Phẫu thuật cắt khối u kèm vét hạch ung thư; Xạ trị bằng máy gia tốc tuyến tính; Hóa trị liệu;
- Hồi sức tích cực: Lọc máu liên tục
- Hô hấp: Nội soi phế quản, màng phổi bằng ống mềm; Phẫu thuật cắt phân thùy phổi, cắt u phổi; Phẫu thuật nội soi cắt u phổi, kén khí phổi, điều trị tràn khí màng phổi, …
- Tiêu hóa: Phẫu thuật nội soi cắt dạ dày, cắt Polip dạ dày, Polip đại tràng; Phẫu thuật nội soi cắt lách; Phẫu thuật cắt khối tá tụy; Phẫu thuật điều trị Trĩ kỹ thuật cao (phương pháp Longo); Phẫu thuật nội soi cắt đại tràng.
- Gan mật: Phẫu thuật cắt gan; Nội soi tán sỏi đường mật trong gan
- Tiết niệu: Tán sỏi ngoài cơ thể; Phẫu thuật nội soi cắt thận, cắt tuyến thượng thận/u sau phúc mạc; Phẫu thuật nội soi lấy sỏi niệu quản, cắt bàng quang toàn bộ; Nội soi tán sỏi niệu quản, sỏi bàng quang;
- Chấn thương, chỉnh hình: Tạo hình thân đốt sống qua da bằng đổ cement; Phẫu thuật thay toàn bộ/bán phần khớp gối; Phẫu thuật thay toàn bộ/bán phần khớp háng; Phẫu thuật thay toàn bộ/bán phần khớp vai; Phẫu thuật thay đoạn xương ghép bảo quản kỹ thuật cao; Nội soi khớp điều trị.
- Phẫu thuật nội soi cắt tử cung, u nang buồng trứng,.... Mổ đẻ thẩm mỹ; Hỗ trợ sinh sản; Thụ tinh nhân tạo bằng bơm tinh trùng vào buồng tử cung (IUI); Chẩn đoán trớc sinh, sau sinh.
- Mắt: Thay thủy tinh thể bằng PHACO; Phẫu thuật cắt dịch kính; Chụp mạch huỳnh quang đáy mắt; Điều trị một số bệnh võng mạc bằng Laser (bệnh võng mạc tiểu đường, cao huyết áp, trẻ đẻ non); Laser điều trị u máu mi; …
- Tai mũi họng: Phẫu thuật cắt bán phần, toàn phần tuyến giáp bằng dao siêu âm; Phẫu thuật nạo VA, cắt Amydal bằng Coblator
- Răng hàm mặt: Phẫu thuật cắt đoạn xương hàm dưới do chấn thương và tái tạo bằng xương, sụn tự thân; Phẫu thuật khuyết hổng lớn vùng hàm mặt bằng vạt da cơ; Làm răng giả tháo lắp/chụp hợp kim cẩn sứ
- Chẩn đoán hình ảnh: Chụp Cộng hưởng từ (MRI), Chụp CT.Scanner 128 dãy; Chụp mạch máu số hóa xóa nền (DSA) các loại.
Xét nghiệm: Tổng phân tích tế bào máu ngoại vi bằng hệ thống tự động hoàn toàn (có nhuộm tiêu bản tự động), Định lượng các yếu tố đông máu, điều chế các chế phẩm máu; Xét nghiệm sinh học phân tử (PCR) chẩn đoán vi rút-vi khuẩn, Định lượng các yếu tố chỉ điểm ung thư; Phát hiện sớm ung thư cổ tử cung bằng phương pháp Thin Prept pap test.

## Các danh hiệu thi đua, danh hiệu nhà nước cho tập thể và cá nhân
- 03 Danh hiệu Anh hùng lao động [10]
- 02 Huân chương Lao động hạng nhất
- 02 Huân chương Lao động hạng nhì
- 14 Huân chương Lao động hạng Ba
- 23 Bằng khen của Thủ tướng Chính phủ
- 02 Danh hiệu Thầy thuốc nhân dân
- 20 Danh hiệu Thầy thuốc ưu tú
- 18 Chiến sĩ thi đua cấp Bộ
- 10 Bằng lao động sáng tạo
- 32 Bằng khen cấp Bộ, Tỉnh